# Bombaim
Bombaim és una localitat de São Tomé i Príncipe. Es troba al districte de Mé-Zóchi, al nord-est de l'illa de São Tomé. La seva població és de 34 (2008 est.). Els assentaments més propers són Vale Formoso i São Januário. Bombaim és un dels assentaments més elevats del país, ja que es troba a uns 500 metres sobre el nivell del mar, té una carretera remota i una ruta de senderisme que l'uneix la cima més alta de l'illa i la més alta de la nació, el pico de São Tomé. Limita al sud-oest amb el districte de Caué i la resta és proper al districte de Cantagalo.
Bombaim és el nom portuguès per "Mumbai" (fins 2001 com a Bombay), la principal ciutat de l'Índia. L'etimologia suggereix que podria portar el nom del proper rierol Água Bomba en la qual flueix el riu i no té relació amb el nom portuguès de la ciutat a l'Índia. L'etimologia del nom del rierol tampoc té relació amb les bombes, però el nom "bomba" que és d'origen angolès.
Com que hi ha un poble anomenat Bombom, no hi ha relació amb l'ortografia perquè l'ortografia i la seva etimologia són diferents, també està situada al mateix districte, aquest poble està situat a la part oriental. L'assentament es troba just a un kilòmetre a l'est del Parc Natural d'Ôbo. La vida silvestre continua sent abundant a tot el territori actual, com ara les espècies com el Colom de São Tomé i el lanius de São Tomé, ambdós en perill. En els últims anys, alguns dels animals rars estaven en part en perill. Les espècies primer descobertes al voltant de Bombaim inclouen Apospasta tamsi, Theretra viridis, Zamarada tomensis i Hyalobathra barnsalis (Isocentris barnsalis). A la zona de Macambrara, a prop hi ha una espècie d'arna coneguda com a Acraea severina amb la seva subespècie Severina
També es troba al poble una fita anomenada Roça de Bombaim. Un altre punt de referència proper, menys comú és la Roça de Tras os Montes.

## Evolució de la població
| 2001 | 2008 |
| 30   | 34   |